# Rammelsberg
Rammelsberg je planina u blizini njemačkog grada Goslara visoka 636 m. Rudnici Rammelsberga su najdulje iskorištavani rudnici na svijetu, u razdoblju od preko 1 000 godina, i kao takvi su UNESCO-va svjetska baština.

## Povijest
Rudarstvo u Rammelsbergu je prvi put spomenuto u saskim kronikama Widukinda iz Corveya Res gestae saxonicae sive annalium libri tres, iz oko 968. god. No, novijia arheološka istraživanja pretpostavljaju da je na lokaciji Düna (blizu Osterodea) rudarstvo postojalo još 2 000 godina ranije. Najstarija naselja potječu iz III. i IV. stoljeća, a nalaze se oko 30 km južno od Rammelsberga. U njima je pronađena ne samo pred-industrijska oprema za taljenje, nego i ostaci rudače za koju je bez sumnje identificirano da potječe iz Rammelsberga.
Privučen bogatim nalazima srebra Henrik II., car Svetog Rimskog Carstva, je 1005. god. dao izgraditi Kaiserpfalz na južnom obronku Rammelsberga. Rudnici su postali carskim posjedom, te kasnije posjedom carskog grada Goslars. Godine 1552., prava su pripala vojvodi Henriku V. od Brunswick-Lüneburga. Iz rudnika u Rammelsbergu pretpostavlja se kako je izvađeno oko 27 milijuna tona rudače. Kontinuiranost iskorištavanja rudnika u Rammelsbergu se odvijala u više faza. Izvorno je bio rudnik srebra, poslije se vadi bakar, i naposljetku olovo.  Rudača je sadržavala u prosjeku 14 % cinka, 6 % olova, 2 % bakra, 1 g/t zlata i 140 g/t srebra. Ležišta rudače su osiromašena tek 1980-ih i tvrtka Preussag ih je zatvorila 1988. godine. Tada je osnovan i Muzej rudarstva u Goslaru kako bi se sačuvala povijest rudarstva i rudarske opreme; danas jedan od prestižnih muzeja europske industrijske baštine.